# Joaquim Llorens i Fernández de Córdoba
Joaquim Llorens i Fernández de Córdoba (València, març de 1854 – Ontinyent, 1930) fou un militar i polític valencià, segon marquès de Córdoba, diputat a les Cors Espanyoles durant la restauració borbònica

## Biografia
Era fill del militar carlí Josep Joaquim Llorens Bayer. El 1870 assolí el càrrec d'alferes d'artilleria i el 1873 lluità amb el grau de coronel a la Tercera Guerra Carlina. En acabar aquesta es va exiliar a França, però tornà al cap d'un temps a València, on es guanyà la vida donant classes de matemàtiques, col·laborà amb el diari carlí La Lealtad i dirigí el diari satíric El Centro. Com a enginyer, presentà un projecte de sanejament de l'Albufera de València desviant el cabal del Túria i la fabricació d'un fusell de repetició. També fou membre de la Junta Central de Requetés i alcalde d'Ontinyent.
Fou elegit diputat per Comunió Tradicionalista pel districte de Morella a les eleccions generals espanyoles de 1893, pel d'Olot a les eleccions generals espanyoles de 1896 i 1898, i pel d'Estella a les eleccions generals espanyoles de 1901, 1903, 1905, 1907, 1910, 1914, 1916 i 1918. El 1909 va reingressar a l'exèrcit i participà en les operacions militars en el Rif durant la Guerra del Marroc.